# 普萊森特瓦利 (紐約州普查規定居民點)
普萊森特瓦利（英語：Pleasant Valley）是位於美國紐約州達奇斯縣的普查規定居民點。

## 人口
根據2020年美國人口普查的數據，普萊森特瓦利的面積為2.87平方千米，當中陸地面積為2.81平方千米，而水域面積為0.06平方千米。當地共有人口1603人，而人口密度為每平方千米558.54人。